# Vildmarksmedicin
Vildmarksmedicin är en relativt nytt område inom medicin som fokuserar på de medicinska utmaningarna som uppstår under fysisk ansträngning i oländig terräng. Vildmarksmedicin är ett brett fält som innefattar expeditionsmedicin, höghöjdsmedicin, extremsport, tropikmedicin, dykmedicin, glesbygdsmedicin, katastrofmedicin och mycket mer. Sammanfattningsvis är det den sjukvård som ges när det är mer än 1h till etablerad sjukvård, vilket innefattar stora delar av världen – och Sverige.
Vildmarksmedicin aspirerar på att täcka in ett enormt område: både tillstånd som är unika för olika klimat och aktiviteter, men också de tillstånd som kan förvärras av desamma. Benbrott, värmeslag, magont och frostskador ingår jämte hur astma, högt blodtryck och diabetes kan påverkas av till exempel hög höjd. Dessutom ingår helt andra problemformuleringar än i ”vanlig” sjukvård. Med vildmarksmedicin kan man hantera akuta skador efter olyckor, värdera om en person med till exempel huvudvärk kan fortsätta, måste avbryta eller till och med evakueras, samt ta hand om de skador som man faktiskt kan fortsätta med.
Höghöjdsmedicin berör de medicinska tillstånd som är unika för miljöer på hög höjd, framför allt höjdsjuka. Höjdsjuka uppstår på grund av syrebrist och riskerar drabba alla som befinner sig på mer än 3000 meter över havet. Den vanligaste orsaken är att man har gått upp alldeles för fort.

Dykmedicin inkluderar tillstånd relaterade till både fridykning och apparatdykning.